# 아모르 디비디도
《아모르 디비디도》(스페인어: Amor dividido)는 2022년 방영된 멕시코의 텔레노벨라이다.